# Katrin Rutschow-Stomporowski
Katrin Rutschow-Stomporowski, född den 2 april 1975 i Waren i Tyskland, är en tysk roddare.
Hon tog OS-guld i singelsculler i samband med de olympiska roddtävlingarna 2004 i Aten.